# Ryan Grantham
Ryan Grantham é um ex-ator canadense. Dentre as séries em que participou estão Riverdale, Supernatural e iZombie.
Em junho de 2022 foi iniciado seu julgamento por ter matado a mãe em 31 de março de 2020. Foi condenado à prisão perpétua no dia 22 de setembro de 2022. No julgamento, a promotoria revelou que Ryan Grantham também pretendia matar o primeiro ministro do Canadá, Justin Trudeau, ao que ele confessou. Ele também confessou que, após matar a mãe, teve um surto, fez um vídeo perto do corpo dela, começou a escrever em um diário, saiu da casa para pegar dinheiro, voltou, testou construções de coquetéis molotov e assistiu TV por duas horas e meia. A promotoria apresentou dois laudos psiquiátricos concluindo que Grantham cometeu o crime para poupar seus familiares dos atos de violência que planejava cometer. Fontes próximas ao ator revelaram que ele estava em depressão há vários meses. No tribunal, foi revelado que Grantham, antes de cometer o crime, estava usando maconha, passava muito tempo na internet e estava experimentando impulsos homicidas e suicidas.

## Prêmio
- 2012 - Young Artist Awards - Performance em Curta-Metragem - Jovem Ator - Liz (venceu)[7]